# Парад Победы

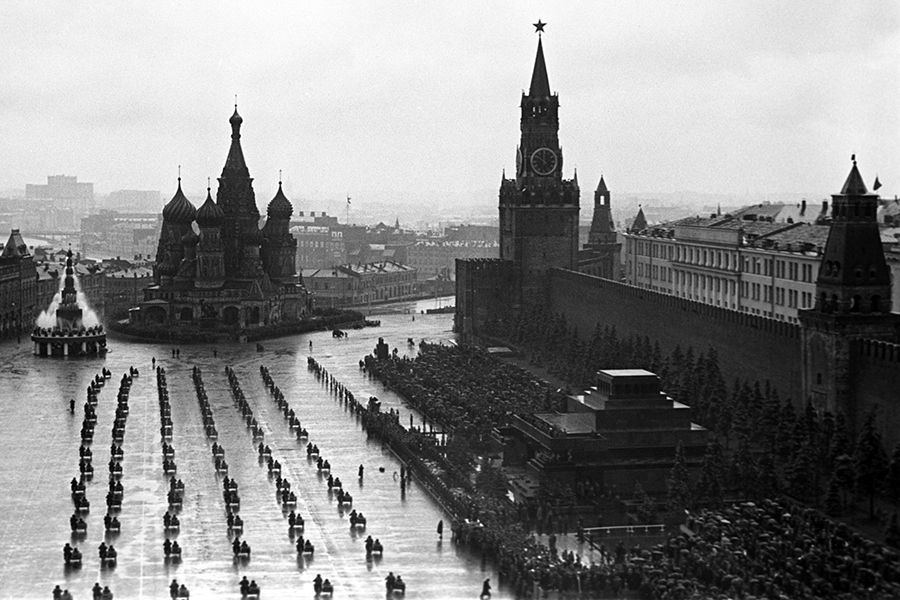
Парад Победы на Красной площади 24 июня 1945 года

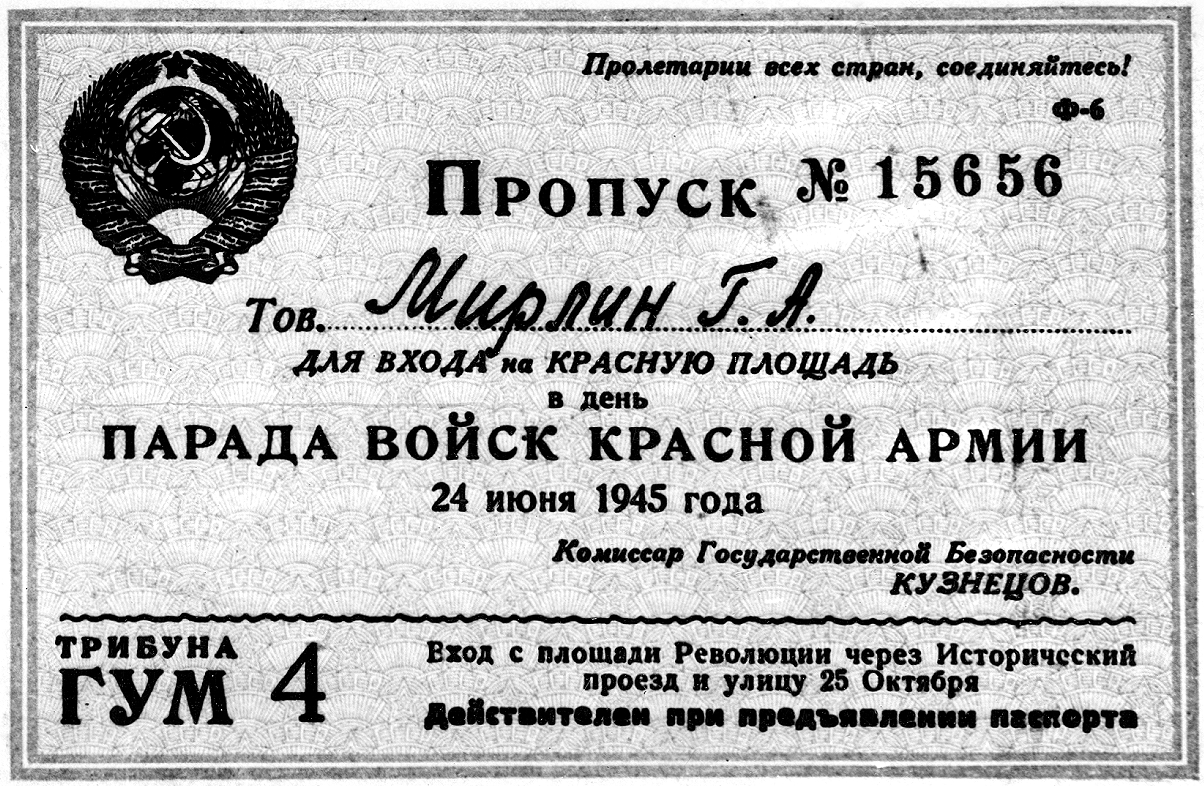
Пропуск на парад, 1945 год

Пара́д Побе́ды, также Пара́д войск Кра́сной а́рмии на Кра́сной пло́щади Москвы́ 24 ию́ня 1945 го́да — исторический парад, прошедший на Красной площади Москвы в честь победы СССР над Германией в Великой Отечественной войне. Парад войск Красной армии принимал маршал Георгий Жуков, командовал войсками — маршал Константин Рокоссовский. Специально для парада из Берлина было доставлено Знамя Победы, установленное над рейхстагом, однако его так и не вынесли. На мероприятии проводилась церемония повержения немецких знамён и штандартов, после парада они были отправлены в Центральный музей Вооружённых Сил.
В Параде Победы (1945) приняли участие 35 325 человек: 24 маршала, 249 генералов, 2536 офицеров (от младшего лейтенанта до полковника), 31 116 сержантов и солдат, 1400 военных музыкантов, а также 1850 единиц техники.
В советский период Парад Победы проводился лишь в юбилейные 1965, 1985 и 1990 годы. С 1995 года парад проходит ежегодно на главной площади России.

## Подготовка и организация
Верховный Главнокомандующий приказал:
Для участия в параде в городе Москве в честь победы над Германией выделить от фронта сводный полк. Сводный полк сформировать по следующему расчёту: пять батальонов двухротного состава по 100 человек в каждой роте (десять отделений по 10 человек). Кроме того, 19 человек командного состава из расчёта: командир полка — 1, заместителей командира полка — 2 (по строевой и по политической части), начальник штаба полка — 1, командиров батальонов – 5, командиров рот — 10 и 36 человек знамёнщиков с 4 ассистентами-офицерами. Всего в сводном полку 1059 человек и 10 человек запасных.
В сводном полку иметь шесть рот пехоты, одну роту артиллеристов, одну роту танкистов, одну роту лётчиков и одну роту сводную (кавалеристы, сапёры, связисты).
Роты укомплектовать так, чтобы командирами отделений были средние офицеры, а в каждом отделении — рядовые и сержанты. Личный состав для участия в параде отобрать из числа бойцов и офицеров, наиболее отличившихся в боях и имеющих боевые ордена. Сводный полк вооружить: три стрелковые роты — винтовками, три стрелковые роты — автоматами, роту артиллеристов — карабинами за спину, роту танкистов и роту лётчиков — пистолетами, роту сапёров, связистов и кавалеристов — карабинами за спину, кавалеристов, кроме того, — шашками.
На парад прибыть командующему фронтом и всем командирам, включая авиационные и танковые армии. Сводному полку прибыть в Москву 10 июня 1945 г., имея при себе 36 боевых знамён, наиболее отличившихся в боях соединений и частей фронта, и все захваченные в боях знамёна противника независимо от их количества. Парадное обмундирование для всего состава полка будет выдано в Москве.

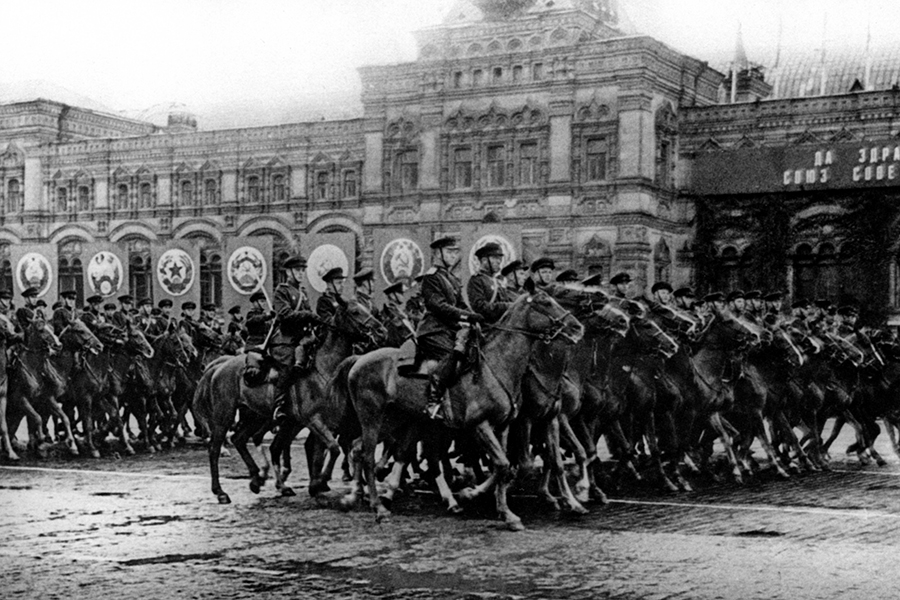
Парад Победы

15 мая 1945 года, вскоре после Дня Победы, Иосиф Сталин решил провести торжественный парад на Красной площади в ознаменование победы над немецко-фашистскими захватчиками. Это намерение он озвучил на праздничном обеде в Кремле, куда были приглашены более тысячи человек: командующие фронтами, деятели науки и искусства, представители рабочих и крестьян. Сталин приказал заместителю начальника Генерального штаба генералу армии Сергей Штеменко продумать и доложить соображения о параде с участием представителей всех фронтов и всех родов войск. На обеде все поддержали идею пригласить наиболее отличившихся героев — солдат, сержантов, старшин, офицеров и генералов.
Вскоре была организована специальная комиссия по подготовке к мероприятию, в которую вошли представители Комендатуры Кремля, Московского военного округа и других подразделений. Комиссию возглавил начальник столичного гарнизона генерал-полковник Павел Артемьев, который должен был подготовить все необходимые расчёты по параду и проект директивы. Принимать парад поручили маршалу Георгию Жукову, а командовать войсками — маршалу Константину Рокоссовскому. Ряд источников свидетельствует, что Сталин не принимал парад самостоятельно, потому что не обладал достаточными навыками верховой езды. В мемуарах Георгия Жукова «Воспоминания и размышления», со слов сына Сталина Василия, утверждается, что перед самым парадом вождь пытался научиться управляться с лошадью, но упал. В первых изданиях книги этот эпизод отсутствует.
Глава государства принял активное участие в организации мероприятия. Вопреки предложенным комиссией двум месяцам подготовки, Сталин приказал провести парад уже через месяц. Из Берлина привезли красное знамя, водружённое над рейхстагом.
Для участия в параде собрали сводные полки от разных фронтов. Всего на парад планировалось представить сводные полки от десяти фронтов и Военно-морского флота. Согласно первоначальной директиве Генерального штаба, численный состав каждого сводного полка должен был составлять 1059 человек и 10 запасных, но впоследствии число военнослужащих увеличилось до 1465 человек и 10 запасных от каждого фронта. К участию также привлекли слушателей военных академий, курсантов военных училищ и войска Московского гарнизона. Кандидаты на участие в параде тщательно отбирались. Первыми рассматривались военнослужащие, проявившие в боях мужество и имевшие боевые награды. Физические данные, например, рост и возраст, также имели важное значение. Так, в приказе по войскам 1-го Белорусского фронта от 24 мая 1945 года указывалось, что кандидат должен быть не ниже 176 см и не старше 30 лет. Поскольку все формальные требования было трудно соблюсти, на практике для участников делались исключения.
За отведённый месяц организаторам нужно было решить много вопросов. Например, военных, участвовавших в параде, требовалось привезти, разместить и организовать их тренировки. Всему личному составу полков выдали новое обмундирование по летнему плану, бельё, матрацы, штандарты и другие необходимые вещи. Более того, на время проведения парада нужно было обеспечить медицинское обслуживание, логистику войск, транспорт, печатные материалы, фото- и киносъёмку. В конце мая были сформированы и отправлены в Москву сводные полки пятибатальонного состава. К 10 июня в столице подготовили казармы для размещения участников. Личный состав был расквартирован в Чернышёвских, Алёшинских, Октябрьских и Лефортовских казармах, а также в пригородах Хлебниково, Болшево и Лихоборы.
В тот же день генерал Артемьев утвердил план подготовки к параду и определил время и место проведения репетиций. Расписание было плотным, строевые занятия и тренировки личного состава проходили каждый день по шесть-семь часов. Если курсанты и воины Московского гарнизона регулярно занимались строевой подготовкой, то для 15 тысяч фронтовиков, не привычных к ежедневной муштре, занятия проходили тяжело. Вместе с воинами-фронтовиками маршировали офицеры, генералы и маршалы. 12 июня на Центральном аэродроме имени Михаила Фрунзе прошла совместная репетиция прибывших сводных полков в новом обмундировании. На аэродроме также состоялась генеральная репетиция пеших войск и конницы, а заключительный смотр артиллерийских, бронетанковых и механизированных войск был проведён через неделю уже на Красной площади. Павел Артемьев подписал схему построения войск и маршировки.
Принимающему шествие Жукову и его сопровождающему были подобраны лошади светло-серой масти терской породы по кличкам «Кумир» и «Целебс». В своих воспоминаниях Жуков упоминает белого арабского скакуна. Для командующего парадом маршала Рокоссовского и его сопровождающего выбрали вороных лошадей по кличкам «Полюс» и «Орлик» из личной коллекции маршала Семёна Будённого. По замечанию Штеменко, Жуков и Рокоссовский — «старые кавалеристы, так что тренироваться им почти не потребовалось». Коней, участвовавших в параде, приучали к рёву моторов и звукам оркестра, а сами маршалы практиковали выездку около месяца. Участникам московского парада организовали культурную программу — просмотр кинофильмов и посещение театров и домов культуры. К участию в шествии также готовился сводный оркестр численностью около 1400 человек. По предварительным расчётам, продолжительность мероприятия должна была составлять 2 часа 9 минут и 10 секунд при участии порядка 40 тысяч человек.

### Парадное обмундирование
Заказ на пошив парадного обмундирования для участников Парада Победы отдали московской фабрике «Большевичка». Швейные фабрики Москвы и Подмосковья справились с заказом, несмотря на большой объём и короткие сроки. С конца мая по 20 июня рабочие изготовили более 15 тысяч комплектов новой формы. Мундиры цвета морской волны для советских военнослужащих были впервые пошиты для Парада Победы, после чего этот цвет стал традиционным для парадной формы советских офицеров.

### Знамя Победы

Внешний вид лицевой стороны Знамени Победы

По первоначальному замыслу Парад Победы должен был начаться с выноса Знамени Победы, но этот план не осуществился. 20 июня в Москву доставили красное знамя, которое должны были нести в начале колонны солдаты, водрузившие его над рейхстагом. Хранитель знамени в Музее Советской армии А. Дементьев вспоминал, что знаменосец Степан Неустроев и его ассистенты, — Михаил Егоров, Мелитон Кантария и Алексей Берест, выступили плохо на репетиции, показав неудовлетворительные навыки строевой подготовки. Кроме того, на фронте Неустроев получил пять ранений и повредил ноги. По решению Жукова, назначать других знаменосцев не стали, а герои войны получили гостевые приглашения на трибуну. Знамя Победы передали на хранение в Музей Вооружённых Сил. В 1965 году полковник Константин Самсонов в сопровождении Егорова и Кантарии впервые вынесли Знамя на Красную площадь.

### Штандарты и знамёна
Изготовление парадных штандартов и знамён было поручено подразделению московских военных строителей под руководством инженер-майора С. Максимова. Мастера долго работали над первым вариантом знамён, но Сталин отказался их принимать. В результате заказ был передан специалистам художественно-производственных мастерских Большого театра, которые пошили новые штандарты в десятидневный срок. Изготовлением знамён занимались начальник художественно-бутафорского цеха В. Терзибашьян и начальник слесарно-механического цеха Н. Чистяков. По новому эскизу на вертикальное дубовое древко с серебряным венком, который обрамлял золотую пятиконечную звезду, прикреплялся горизонтальный металлический штырь со шпилями на концах. К конструкции крепился алый бархатный штандарт, окаймлённый золотой вязью с названием фронта. По краям были отпущены золотые кисти. Этот образец был одобрен руководством и выполнен в срок. Поскольку штандарт весил больше 10 килограммов, московская шорно-седельная фабрика в короткий срок изготовила портупеи, облегчившие их ношение. В мастерских Большого театра сделали орденские ленты, которыми были украшены древки 360 полковых знамён. Каждая такая лента символизировала коллективный военный подвиг полка.
По указанию Генерального штаба в Москву из частей 1-го Белорусского и 1-го Украинского фронтов из Берлина и Дрездена привезли около 900 трофейных знамён и штандартов, которые принимал в спортзале Лефортовских казарм командир 181-го стрелкового полка 291-й стрелковой дивизии полковник А. С. Коркишко. Специальная комиссия отобрала 200 знамён (26 знамён полков, 138 батальонных знамён и 36 знамён дивизионов) для участия в Параде Победы. Эти знамёна хранятся в фондах Центрального музея Вооружённых Сил.

### Награды
Во время подготовки к параду его участникам вручали боевые награды. 24 мая заместитель председателя Президиума Верховного Совета СССР Николай Шверник вручил орден «Победа» маршалам Георгию Жукову, Ивану Коневу, Родиону Малиновскому, Константину Рокоссовскому и Фёдору Толбухину. 12 июня Михаил Калинин вручил «Золотую Звезду» Георгию Жукову, Ивану Коневу, Константину Рокоссовскому, Ивану Баграмяну и Андрею Ерёменко. Для многих из них это была не первая награда такого ранга. Фронтовиков-участников Парада Победы первыми наградили утверждённой 9 мая 1945 медалью «За победу над Германией в Великой Отечественной войне 1941—1945 гг.». К каждой медали были выданы удостоверения красного цвета. Одновременно старые или дефектные награды обменивались на новые с орденскими планками.

## Проведение парада

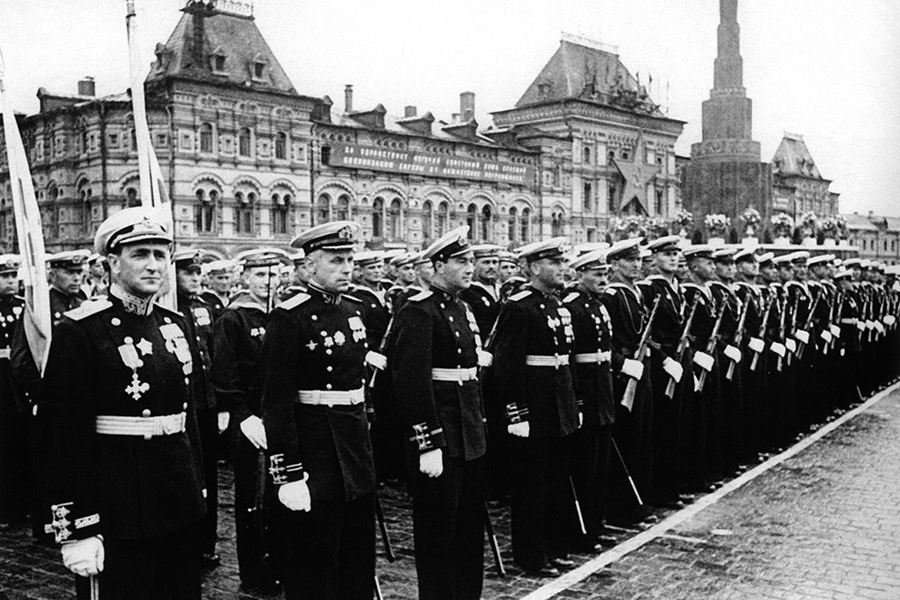
Войска на параде

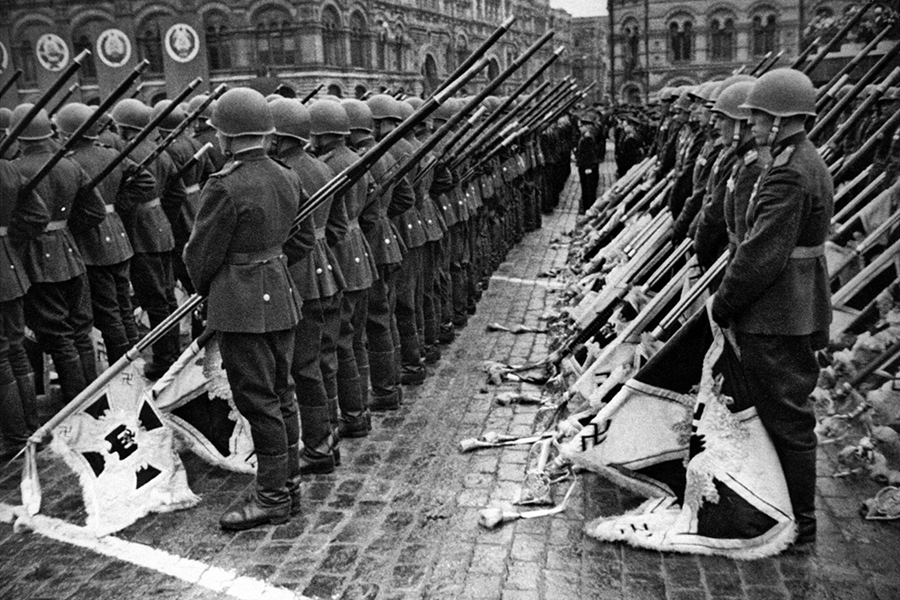
Поверженные вражеские знамёна

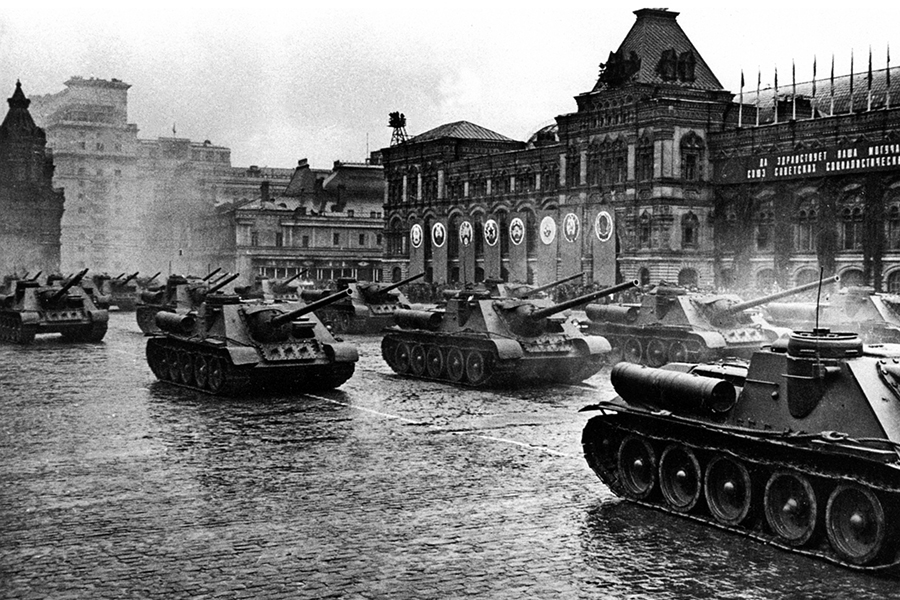
Парад военной техники

Праздничный Парад Победы начался на Красной площади 24 июня в 10 часов утра. Во время мероприятия шёл проливной дождь, а температура воздуха была около 15 °C. Сталин, стоявший на трибуне Мавзолея, был одет в плащ и резиновые ботинки. Проводившие парад маршалы также вымокли. Как вспоминала правнучка Рокоссовского, после дождя парадный драповый мундир маршала так сел, что его необходимо было распороть, чтобы снять, и заново сшивать. В честь праздника Красная площадь была богато украшена алыми победными знамёнами и цветами. Вдоль фасадов ГУМа установили гербы союзных республик с Государственным гербом СССР в центре. На Лобном месте был сооружён 26-метровый «Фонтан Победителей», разобранный после проведения парада.

### Прохождение войск
В день проведения парада подъём военнослужащим протрубили в 4 часа утра. Из казарм по направлению к Красной площади отправились сводные полки фронтов. От заводов, фабрик и государственных учреждений вышли праздничные колонны демонстрантов, а на улицу Горького вывезли танки и боевые орудия. Около десяти часов на площади перед Мавзолеем выстроились полки в том же порядке, в котором они держали линию фронта. На правом фланге расположился полк Карельского фронта, на левом стояли войска 3-го Украинского.
Когда куранты пробили 10 часов, из ворот на белом коне выехал принимающий парад Георгий Жуков в сопровождении адъютанта. Согласно некоторым источникам, маршал нарушил сразу две древнейшие традиции, проехав верхом и с покрытой головой через ворота Спасской башни Кремля. Напротив Мавзолея Жуков встретился с командующим Парадом маршалом Рокоссовским, который доложил о готовности участников. После этого начался объезд войск. С трибуны за маршем наблюдали Иосиф Сталин, Вячеслав Молотов, Михаил Калинин, Климент Ворошилов и другие члены Политбюро. От имени и по поручению Советского правительства и ВКП(б) Жуков поздравил доблестных советских воинов «с Великой Победой над германским империализмом». После окончания речи оркестр исполнил гимн СССР, а из кремлёвских орудий были произведены 50 залпов артиллерийского салюта.
Всего в параде участвовало 35 325 человек, среди которых:
- сержанты и рядовые — 31 116 человек,
- офицеры — 2809 человек, включая 249 генералов и 24 маршалов,
- сводный военный оркестр — 1400 человек[46].

#### Сводные полки
Первым по Красной площади прошёл сводный полк барабанщиков-воспитанников 2-й Московской школы военно-музыкантских воспитанников Красной армии, за ним — сводные полки фронтов в порядке их расположения с севера на юг: Карельского, Ленинградского, 1-го Прибалтийского, 3-го, 2-го и 1-го Белорусских, 1-го, 2-го, 3-го и 4-го Украинских, сводный полк Военно-морского флота. В составе полка 1-го Белорусского фронта особой колонной прошагали представители Войска Польского, которых возглавлял генерал брони Войска Польского Владислав Корчиц. Впереди сводных полков фронтов шли командующие фронтами и армиями, Герои Советского Союза несли знамёна прославленных частей и соединений. Для каждого сводного полка оркестр исполнял отдельный марш. Командующий 1-й болгарской армией генерал-лейтенант Владимир Стойчев стал единственным иностранным генералом, удостоившимся права возглавлять вместе с советскими генералами колонну сводного полка 3-го Украинского фронта.
Сводные полки были укомплектованы рядовыми, сержантами и офицерами (включая командный состав, в каждом полку было свыше тысячи человек) различных родов войск, отличившимися в боях и имевшими боевые ордена. Знамёнщики с ассистентами несли по 36 боевых знамён наиболее отличившихся в боях соединений и частей каждого фронта. Сводный полк ВМФ (под командованием вице-адмирала Владимира Фадеева) состоял из боевых моряков Северного, Балтийского и Черноморского флотов, Днепровской и Дунайской флотилий. К участию не привлекались подразделения от действовавших по состоянию на 9 мая 1945 года ещё семи фронтов ВС СССР: Закавказского, Дальневосточного, Забайкальского и четырёх фронтов ПВО: Западного, Центрального, Юго-Западного, Закавказского. Зато в Параде Победы участвовали сводные полки от двух расформированных до завершения Великой Отечественной войны фронтов — Карельского и 1-го Прибалтийского. Центральную военно-техническую школу собаководства представлял 301 человек. Минно-разыскная служба участвовала с собаками. Части Московского гарнизона включали сводный полк Наркомата обороны, Военной академии, военные и суворовские училища, сводную конную бригаду, артиллерийские, воздушно-десантные и танковые части и подразделения.
Сводные полки привезли с собой очень много знамён разбитых гитлеровских частей и соединений, в том числе даже личный штандарт Гитлера. Выносить их все на Красную площадь не имело смысла. Отобрали только двести штук. Вражеские боевые реликвии должна была нести специально выделенная рота. Договорились, что она понесёт их с углом наклона, чуть не касаясь полотнищами земли, и потом под треск десятков барабанов бросит к подножию Мавзолея Ленина… К подножию Мавзолея на деревянные помосты, чтобы не осквернили они своим прикосновением священные камни брусчатки Красной площади.

#### Немецкие знамёна и штандарты у стен Мавзолея
Марш сводных полков завершала колонна солдат, которые несли 200 опущенных знамён и штандартов разгромленных немецких соединений. Эти знамёна, под дробь 80-и барабанов, были брошены к подножию Мавзолея. Немецкие знамёна образца 1935 года собрали трофейными командами Смерша в мае 1945 года. Разукомплектованный лейбштандарт LSSAH был тоже старого образца 1935 года (в настоящий момент полотнище от него хранится отдельно в архиве ФСБ). Среди знамён было почти два десятка кайзеровских, в основном кавалерийских, также флаги партии НСДАП, Гитлерюгенда, Трудового фронта и другие (все они хранятся в ЦМВС). Первый штандарт 1-й танковой дивизии СС «Лейбштандарт СС Адольф Гитлер» бросил Фёдор Легкошкур. Бросавшая знамёна рота включала воинов 3-го полка дивизии имени Феликса Дзержинского. Командовал церемонией старший лейтенант Дмитрий Вовк.
Из более чем 900 знамён и штандартов немецких соединений в Центральном музее Красной армии хранилось около 500 таких знамён. Более 100 из них были возвращены в ГДР в 1950-е и 1960-е годы. Несколько десятков затем оказались в музеях Болгарии и Польши, а в 1990-е годы ещё десяток знамён был передан одному американскому музею.
Точно неизвестно, кто был автором идеи бросать знамёна к подножию Мавзолея, со слов генерала С. М. Штеменко, идею со знамёнами и штандартами подал Сталин, который сказал, что их надо вынести на парад и бросить к ногам победителей. По другой версии, которую приводил в своей книге «Ложится мгла на старые ступени» А. П. Чудаков, бросать немецкие знамёна к Мавзолею предложил академик Е. В. Тарле, ссылаясь на пример римских полководцев.

##### Мифы
С этим эпизодом в современном массовом сознании связано несколько мифов:
- Согласно одному из мифов, знаменосцы были в кожаных перчатках, чтобы подчеркнуть брезгливость к знамёнам фашистов[55]. Однако кинохроника и фотографии показывают, что в перчатках были почти все участники парада, включая тех, кто нёс советские знамёна[56][57][58].
- Согласно другому мифу, знамёна бросали на деревянные помосты[55], чтобы не осквернять Красную площадь, однако на самом деле их бросали на асфальтированные площадки[4][56].
- Согласно третьему мифу, после окончания парада перчатки знаменосцев и вышеупомянутые помосты (в некоторых источниках — даже сами знамёна) были сожжены за городом[55], однако никаких подтверждений этому нет[4].
- Согласно четвёртому мифу, среди прочих знамён (нередко указывается, что последним) было брошено знамя армии Андрея Власова, совпадающее с современным государственным флагом России, вследствие этого звучат аргументы против использования флага России на современных парадах 9 мая. Однако никакого «власовского» флага среди трофейных знамён на площади не было[4].

#### Боевая техника

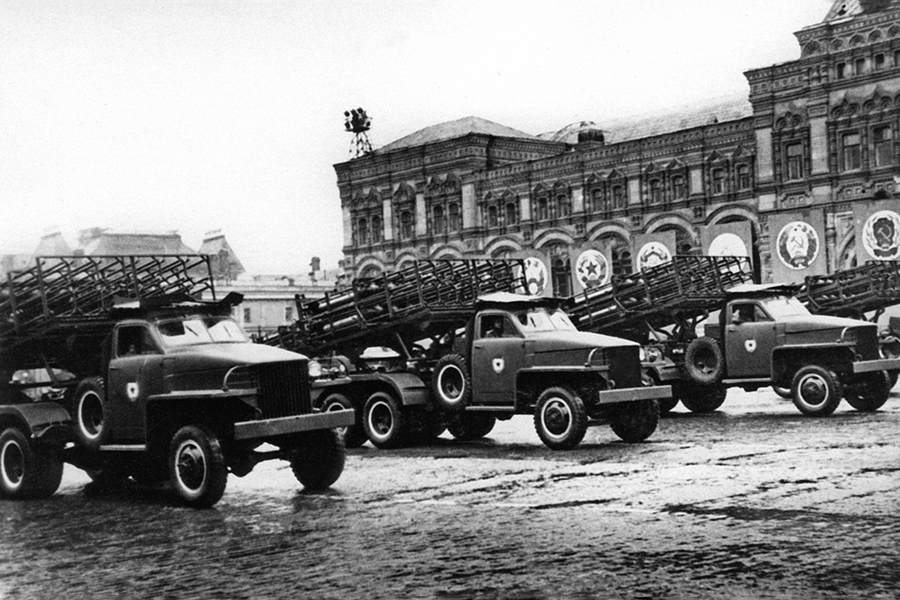
Парадный расчёт машин реактивной артиллерии БМ-31-12 на параде

Третья часть парада была показом боевой техники. Всё началось с проезда крупнокалиберных пулемётов, а также орудий малого и среднего калибра. Затем на площадь выехали противотанковые пушки калибром 76, 100, 122 мм — ЗиС-3, БС-3, гаубицы М-30, пусковые установки реактивной артиллерии БМ-31-12. Смотр артиллерии завершился выездом орудий крупного калибра от 120 до 305 мм и танками Т-34 и ИС-2, самоходными артиллерийскими установками СУ-76, СУ-100 и ИСУ-152. В Параде приняли участие военные машины союзников, например, американские грузовики «Студебеккер», «Додж» и командирские джипы «Виллис». В общей сложности за 50 минут на площади были представлены 1850 единиц боевой техники.
Парад Победы завершился около полудня маршем Семёна Чернецкого «Слава Родине» в исполнении сводного оркестра. Шествие длилось 122 минуты, из которых прохождение следующих частей составило:
- пехоты — 36 минут,
- конницы — 4 минуты,
- артиллерии — 29 минут,
- бронетехники — 21 минута,
- другие действия — оставшееся время.

Колонны участников парада, пройдя мимо трибуны, должны были покинуть площадь, остаться в качестве зрителей фронтовикам не разрешили. Многие из них вернулись на Красную площадь вечером. Запланированная демонстрация колонны рабочих не состоялась из-за плохой погоды. По этой же причине отменили воздушную часть парада, 216 самолётов остались на аэродромах.

### Фейерверк
Вечером 24 июня погода улучшилась. Была включена праздничная иллюминация, Москву опоясали пять прожекторных колец: первое — вокруг Кремля, второе — по Бульварному кольцу, третье — по Садовому, четвёртое — по вокзалам и пятое — по Окружной железной дороге. В 11 часов вечера из ста поднятых зенитчиками аэростатов вылетели 20 тысяч ракет, а на земле устроили фейерверк. В конце праздника в небе было подсвечено полотнище с изображением ордена «Победа».

Состоявшийся 24 июня с.г. парад Победы войск действующей армии, Военно-Морского Флота и частей Московского гарнизона показал хорошую организованность, слаженность и строевую выучку всех войск, участвовавших на параде. Объявляю благодарность маршалам, генералам, офицерам, сержантам и рядовым — участникам парада Победы.— Особая благодарность Сталина организаторам праздника

## Список командиров сводных воинских частей
| Наименование части | Воинское звание командира части               | Ф. И. О. командира части  |
| --- | --------------------------------------------- | ------------------------- |
| Сводный полк 1-го Белорусского фронта                                                                                  | генерал-лейтенант                             | Иван Рослый               |
| Сводный полк 1-го Украинского фронта                                                                                   | генерал-майор                                 | Глеб Бакланов             |
| Сводный полк 2-го Белорусского фронта                                                                                  | генерал-лейтенант                             | Константин Эрастов        |
| Сводный полк Ленинградского фронта                                                                                     | генерал-майор                                 | Андрей Стученко           |
| Сводный полк 2-го Украинского фронта                                                                                   | генерал-лейтенант                             | Иван Афонин               |
| Сводный полк 3-го Украинского фронта                                                                                   | генерал-лейтенант                             | Николай Бирюков           |
| Сводный полк 3-го Белорусского фронта                                                                                  | генерал-лейтенант                             | Пётр Кошевой              |
| Сводный полк 1-го Прибалтийского фронта                                                                                | генерал-лейтенант                             | Антон Лопатин             |
| Сводный полк Карельского фронта                                                                                        | генерал-майор                                 | Григорий Калиновский      |
| Сводный полк 4-го Украинского фронта                                                                                   | генерал-лейтенант                             | Андрей Бондарев           |
| Сводный полк НКВМФ | вице-адмирал                                  | Владимир Фадеев           |
| Сводный полк Народного комиссариата обороны                                                                            | генерал-лейтенант                             | Алексей Тарасов           |
| Краснознамённая орденов Ленина и Суворова Военная академия имени Михаила Фрунзе                                        | генерал-полковник                             | Никандр Чибисов           |
| Артиллерийская ордена Ленина академия Красной армии имени Феликса Дзержинского                                         | генерал-полковник                             | Василий Хохлов            |
| Военная ордена Ленина академия бронетанковых и механизированных войск Красной армии имени Иосифа Сталина               | генерал-лейтенант                             | Григорий Ковалёв          |
| Военная академия командного и штурманского состава Военно-воздушных сил Красной армии (Монино)                         | генерал-лейтенант авиации                     | Пётр Ионов                |
| Военно-воздушная ордена Ленина академия имени Николая Жуковского                                                       | генерал-лейтенант авиации                     | Николай Соколов-Соколёнок |
| Высшие всеармейские военно-политические курсы ГЛАВПУР КА                                                               | генерал-майор                                 | Алексей Ковалевский       |
| Краснознамённая высшая разведывательная школа Генерального штаба и РК УКС                                              | генерал-майор                                 | Михаил Кочетков           |
| Краснознамённая Военно-инженерная академия имени Валериана Куйбышева                                                   | генерал-майор                                 | Борис Оливетский          |
| Военная академия химической защиты имени Климента Ворошилова                                                           | генерал-майор                                 | Дмитрий Петухов           |
| Курсы усовершенствования офицерского состава ВДВ Красной армии                                                         | генерал-майор                                 | Михаил Русских            |
| Военный институт иностранных языков                                                                                    | генерал-лейтенант                             | Николай Биязи             |
| 1-е гвардейское миномётно-артиллерийское Московское Краснознамённое ордена Красной Звезды училище имени Леонид Красина | генерал-майор артиллерии                      | Максим Вовченко           |
| Московское Краснознамённое пехотное училище имени Верховного Совета РСФСР                                              | генерал-майор                                 | Иван Фесин                |
| 1-е Московское Краснознамённое ордена Ленина авиационное училище связи ВВС Красной армии                               | генерал-майор авиации                         | Виктор Василькевич        |
| Московское дважды Краснознамённое военно-политическое училище имени Владимира Ленина                                   | генерал-майор                                 | Андрей Устьянцев          |
| Московское Краснознамённое военно-инженерное училище КА                                                                | генерал-майор инженерных войск                | Павел Ермолаев            |
| Калининское военное училище технических войск Красной армии                                                            | генерал-майор технических войск               | Пётр Мельников            |
| Московское военно-техническое училище НКВД имени Вячеслава Менжинского                                                 | генерал-майор инженерно-артиллерийской службы | Макар Горяинов            |
| Кремлёвский полк | полковник                                     | Тимофей Евменчиков        |
| 1 мсд войск НКВД | генерал-майор                                 | Иван Пияшев               |
| 2 мсд войск НКВД | генерал-майор                                 | Василий Лукашёв           |
| Суворовское училище | генерал-майор                                 | Пётр Ерёмин               |
| Центральная военно-техническая школа дрессировщиков                                                                    | генерал-майор                                 | Григорий Медведев         |
| Сводный кавалерийский полк                                                                                             | генерал-лейтенант                             | Николай Кириченко         |
| Кавалерийский полк НКВД                                                                                                | полковник                                     | Алексей Васильев          |
| Артиллерия Московского военного округа                                                                                 | генерал-лейтенант                             | Николай Рябов             |
| Части ПВО 1 | генерал-лейтенант                             | Иван Оленин               |
| Части ПВО 2 | генерал-майор артиллерии                      | Михаил Гиршевич           |
| 1-я пулемётная дивизия ПВО                                                                                             | полковник                                     | Фёдор Лесков              |
| 89-я дивизия МЗА | подполковник                                  | Фёдор Иойлев              |
| 91-я дивизия МЗА | полковник                                     | Борис Басин               |
| 1-я гвардейская зенитная дивизия                                                                                       | гвардии генерал-майор артиллерии              | Михаил Кикнадзе           |
| 54-я зенитная артиллерийская дивизия                                                                                   | полковник                                     | Пётр Валуев               |
| 2-я прожекторная дивизия                                                                                               | полковник                                     | Александр Чернавский      |
| Части ГМЧ — Учебный лагерь ГМЧ                                                                                         | полковник                                     | Дмитрий Матыгин           |
| 40-я гвардейская миномётная бригада                                                                                    | полковник                                     | Марк Чумак                |
| 46-й гвардейский миномётный полк                                                                                       | подполковник                                  | Иван Егоров               |
| 64-й гвардейский миномётный полк                                                                                       | майор                                         | Султанбек Батагов         |
| 97-й гвардейский миномётный полк                                                                                       | полковник                                     | Николай Митюшев           |
| 54-я истребительно- противотанковая артиллерийская бригада                                                             | полковник                                     | Михаил Титенко            |
| 636-й истребительно-противотанковый артиллерийский полк                                                                | подполковник                                  | Кузьма Силантьев          |
| Артиллерийский полк 1 мсд                                                                                              | подполковник                                  | Степан Богачевский        |
| Артиллерийский полк 2 мсд                                                                                              | полковник                                     | Пётр Великанов            |
| 989-й гаубичный артиллерийский полк                                                                                    | майор                                         | Фёдор Голубев             |
| Артиллерийский полк 3 ЛАУ                                                                                              | подполковник                                  | Алексей Якимов            |
| Артполк РАУ | подполковник                                  | Иван Вовк-Курилех         |
| Артиллерийская бригада БМ                                                                                              | полковник                                     | Владимир Бачманов         |
| Артиллерийская бригада ОМ                                                                                              | подполковник                                  | Александр Андреев         |
| Бронетанковые и механизированные войска Московского военного округа                                                    | генерал-майор танковых войск                  | Пётр Котов                |
| Мотоциклетный батальон М-72                                                                                            | подполковник                                  | Андрей Неделько           |
| Батальон бронемашин БА-64                                                                                              | подполковник                                  | Александр Капустин        |
| Полк мотопехоты | гвардии полковник                             | Иван Степанов             |
| Батальон воздушно-десантных войск                                                                                      | полковник                                     | Николай Юрченко           |
| Полк СУ-76 | подполковник                                  | Павел Ландырь             |
| Бригада танков Т-34 | подполковник                                  | Николай Бурмистров        |
| Полк СУ-100 | подполковник                                  | Иван Сивов                |
| Полк ИС | полковник                                     | Николай Маточкин          |
| Полк ИСУ-122 | подполковник                                  | Фёдор Зайцев              |
| Полк ИСУ-152 | гвардии полковник                             | Борис Прилуков            |
| Сводный оркестр Московского гарнизона                                                                                  | генерал-майор                                 | Семён Чернецкий           |

## Участники парада
1. Павел Азаров
2. Леонид Бужак
3. Николай Голубничий
4. Николай Жаров
5. Александр Журавлёв
6. Иван Закомолдин
7. Виктор Иванов
8. Иван Иванов
9. Илья Иванов
10. Семён Иванов
11. Семён Калаев
12. Константин Калинин
13. Виктор Камчугов
14. Иван Клименко
15. Георгий Кравцов
16. Василий Кривуля
17. Владимир Крыжановский
18. Михаил Кузьменко
19. Николай Кузнецов
20. Илья Куприенко
21. Василий Курлов
22. Александр Кутепов
23. Владимир Нехорошков
24. Василий Новиков
25. Ильяс Овезгельдиев
26. Пётр Остапенко
27. Василий Пипчук
28. Александр Писклов
29. Виктор Пичугов
30. Шамсутдин Рафиков
31. Иван Редок
32. Степан Редька
33. Степан Репкин
34. Алексей Рогов
35. Ян Розе
36. Бадик Салихов
37. Сергей Сивикьян
38. Алексей Солод
39. Дмитрий Сорокин
40. Николай Сухих
41. Михаил Трубачёв
42. Лев Ходанович
43. Алексей Цаплин
44. Иван Чабанов
45. Иван Чебуркин
46. Владимир Шабанов
47. Сергей Щалашов
48. Гавриил Шамин
49. Григорий Шекера
50. Кузьма Шестаков
51. Сергей Шишов
52. Иван Шмея
53. Николай Щеканов

## Музыкальное сопровождение
Шествие сопровождал сводный духовой оркестр Московского гарнизона, а его подготовкой руководил генерал-майор Семён Чернецкий. Музыкальный коллектив состоял из 38-и оркестров московских военных училищ, воинских частей Красной армии и НКВД. Сводный оркестр насчитывал 1220 музыкантов и выступал под управлением 50-и капельмейстеров. В параде приняли участие 1313 музыкантов, самому младшему из которых было 13 лет.
Репертуар был готов к утверждению 5 июня 1945 года. В окончательный лист вошли 36 композиций, включая гимн СССР, фанфары и барабанный бой. Двадцать произведений, прозвучавших на празднике, были написаны самим генерал-майором Чернецким. Оркестр сыграл несколько старинных русских маршей, в том числе трижды «Старый егерский марш» XVIII века. Парад Победы также украсил финальное хоровое исполнение «Славься» из оперы Михаила Глинки «Иван Сусанин».
Первой композицией после доклада Верховному главнокомандующему прозвучала Московская парадная фанфара под управлением дирижёра Василия Агапкина. Парад начался под бой роты барабанщиков 2-й Московской школы музыкантских воспитанников. Каждый сводный полк проходил под свой боевой марш. Во время прохода кавалерии звучал марш Чернецкого «Кавалерийская рысь». Парад завершился маршем «Слава Родине». Всем музыкантам и капельмейстерам была объявлена благодарность.

## Киносъёмка
Параду Победы посвящён одноимённый документальный фильм, снятый в 1945 году. Он стал одним из первых цветных фильмов в СССР, проход был записан на трофейную немецкую цветную плёнку, которую планировали монтировать и озвучивать в Берлине, чтобы ускорить выпуск цветного варианта фильма. Центральная студия документальных фильмов создала также чёрно-белый вариант. Мероприятие снимали более 100 операторов и фотокорреспондентов, многие из которых занимались фронтовыми киносъёмками. Кинооператоры располагались на главных обзорных точках Красной площади и близлежащих зданиях.
Операторы не знали, что планируется бросание немецких знамён, и этот кадр попал в фильм случайно. Часть отснятого материала была бракованной из-за дождя. Фильм «Парад Победы» представили Сталину через неделю на закрытом показе в Кремле. Готовую картину демонстрировали по всей стране.
Оригиналы записей хранятся в РГАКФД. В 2004 году фильм отреставрировали (были убраны механические повреждения, восстановлен цвет) и выпустили копию на новой плёнке. Полная оцифрованная версия парада была впервые показана 9 мая 2020 года на телеканале «Победа». Озвучили её Игорь Кириллов, Анна Шатилова и Дина Григорьева.

## Приём в Кремле
На следующий день после шествия, 25 июня в Кремле организовали правительственный приём в честь участников Парада Победы, на котором присутствовали более тысячи человек. Мероприятие было назначено на 5 часов вечера, но гости начали подходить раньше. В Георгиевском зале были накрыты столы для важных государственных деятелей во главе со Сталиным, в то время как офицеры и солдаты принимались в Грановитой палате. Участникам предлагались французские вина и американский виски, а на столовых приборах было изображение серпа и молота. Очевидцы вспоминали, что присутствующих обслуживали официанты лучших московских ресторанов.
Икра зернистая, паюсная, расстегайчики, балык, сельдь с гарниром, шамая копчёная, севрюга заливная, ростбиф, ветчина, галантин, салат оливье, салат весна, огурцы, редис, сыр, масло, тосты, шампиньоны, цветная капуста, спаржа, нельма в белом вине, баранина жареная с картофелем, индейки и цыплята жареные с салатом. Десерт клубничный, мороженое, кофе, фрукты, миндаль, ликёры.Из меню 25 июня 1945 года

## Другие парады 1945 года
В 1945 году помимо основного торжественного шествия 24 июня было проведено ещё четыре парада. Самым первым был проход советских войск 4 мая 1945 года у Бранденбургских ворот и рейхстага, который принимал военный комендант Берлина генерал-полковник Николай Берзарин. Второй берлинский парад прошёл уже 7 сентября по предложению Георгия Жукова, союзные войска маршировали на площади у Бранденбургских ворот в честь капитуляции Японии и окончания Второй мировой войны. От каждой союзной нации был представлен сводный полк около тысячи человек и бронетанковые части. Военно-воздушные и военно-морские силы в параде не участвовали. Помимо Жукова, парад принимали американский генерал Дуайт Эйзенхауэр, британский фельдмаршал Бернард Монтгомери и французский генерал Жан де Тассиньи.
Третий военный парад советских войск прошёл 16 сентября в китайском Харбине и тоже был приурочен к победе над Японией. Военнослужащие выступили в полевой форме, колонну замыкали танки и САУ. Командовал дальневосточным парадом генерал-лейтенант артиллерии Константин Казаков, а принимал генерал-полковник Афанасий Белобородов.
Первое послевоенное мирное шествие было устроено 12 августа 1945 года на Красной площади, — парад физкультурников, также приурочили к победе в войне. Мероприятие имело важное идеологическое значение, иностранная пресса сообщала, что в Москве много нищих и инвалидов, до сих пор не снята карточная система. Советское руководство стремилось воодушевить народ и продемонстрировать, что в стране ещё много сильных и здоровых людей, готовых восстановить её из руин. На спортивном параде выступило 25 тысяч участников из 16 союзных республик, отбирались люди высокого роста, с атлетическим телосложением и привлекательной внешностью. Спортсмены, имевшие звание Героев Советского Союза, выступали в отдельной колонне, для них были сшиты особые белые костюмы, фуражки и полуботинки. Спортивно-гимнастическая программа мероприятия была рассчитана на 4 часа 20 минут. На трибуну были приглашены Дуайт Эйзенхауэр, его сын лейтенант Джон Эйзенхауэр и посол США в СССР Аверелл Гарриман. Про этот парад также сняли документальный фильм.

Пять часов стояли мы на трибуне мавзолея, пока продолжалось спортивное представление. Никто из нас никогда не видел даже отдалённо похожего на это зрелище. Спортсмены-исполнители были одеты в яркие костюмы, и тысячи этих людей исполняли движения в едином ритме. Народные танцы, акробатические номера и гимнастические упражнения исполнялись с безупречной точностью и, очевидно, с огромнейшим энтузиазмом. Оркестр, как утверждали, состоял из тысячи музыкантов, непрерывно играл в течение всего пятичасового представления.— Из воспоминаний генерала и президента США Дуайта Эйзенхауэра

## Последующие парады Победы

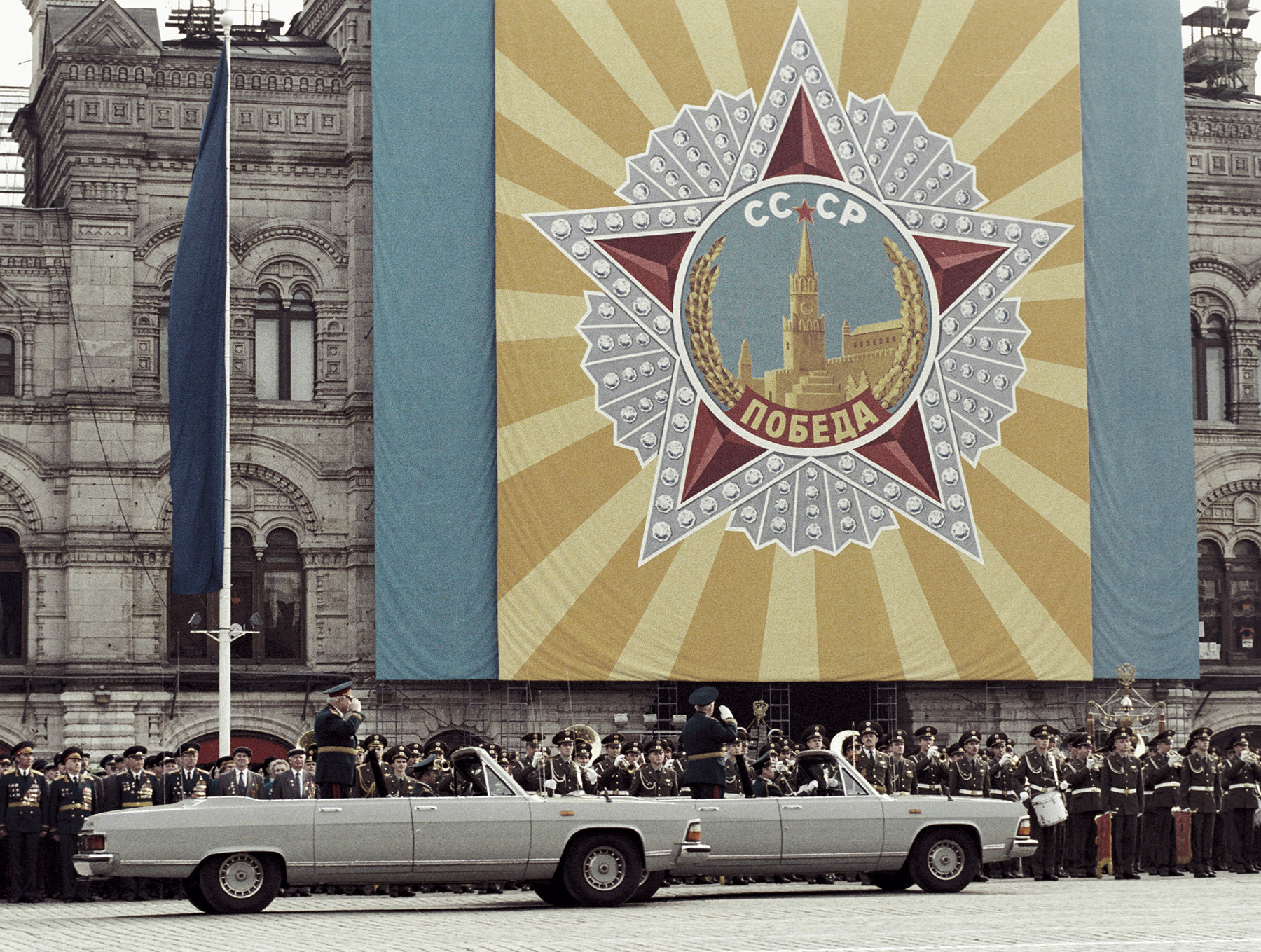
Парад ветеранов на Красной площади, 1995 год

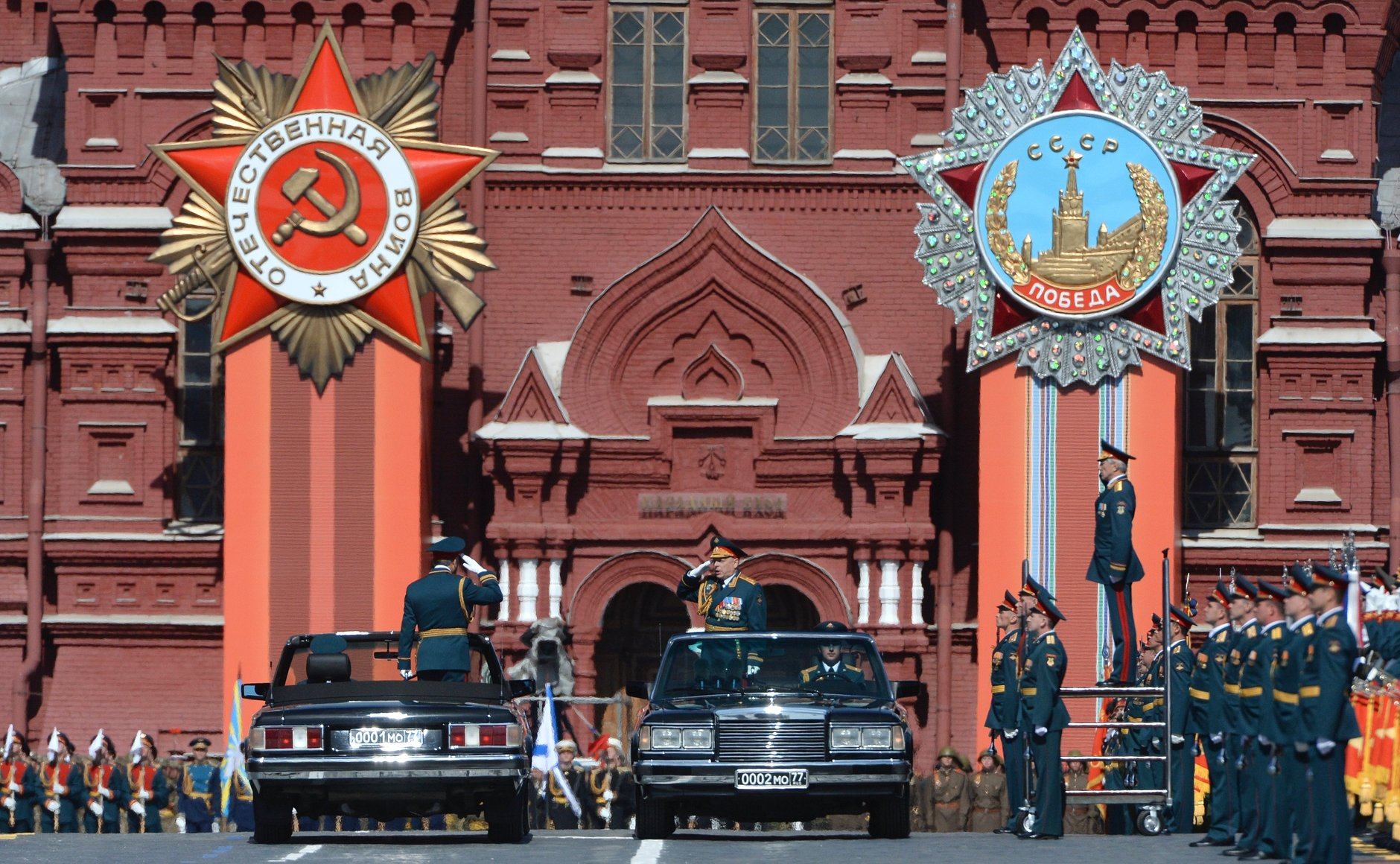
Военный парад в честь 70-й годовщины Победы, 2015 год

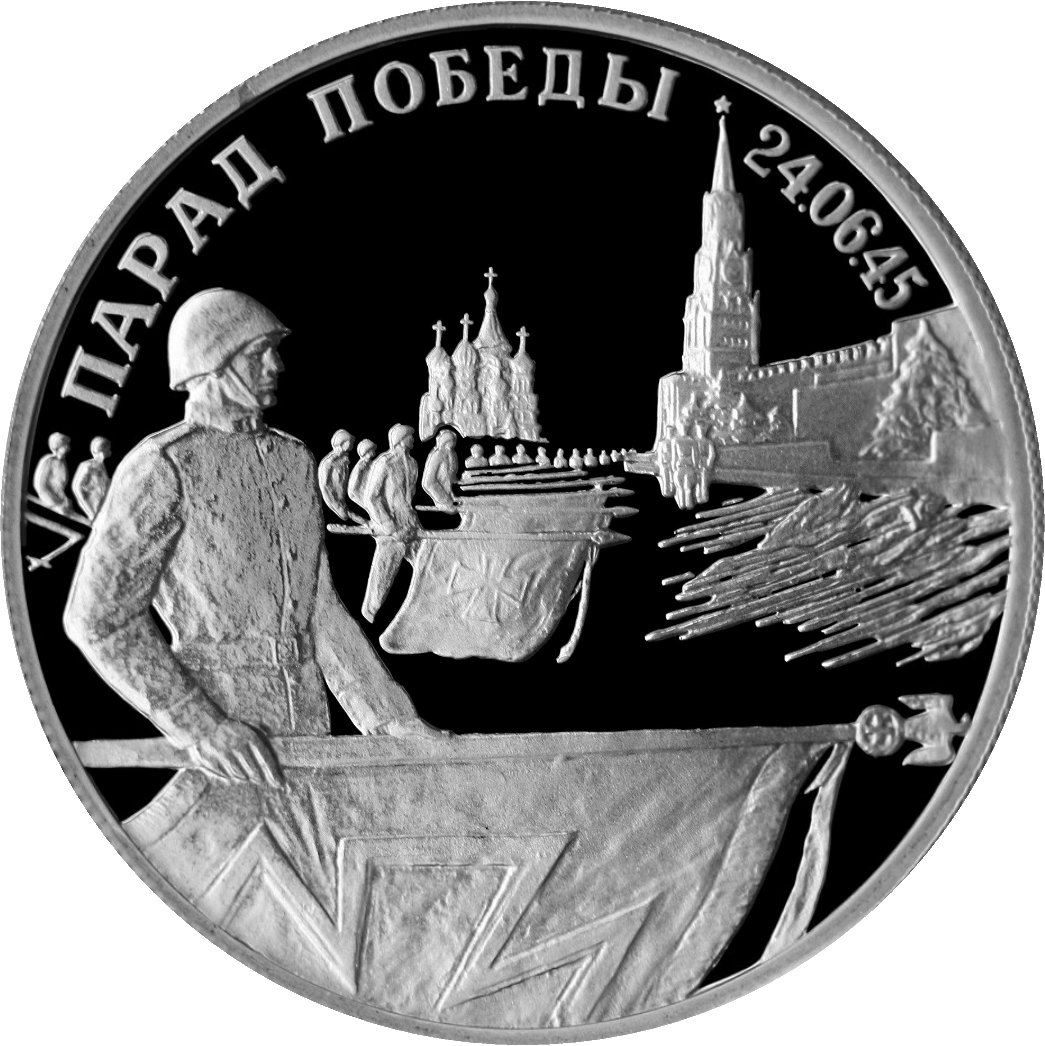
Монета Банка России серии «Великая Отечественная война», изготовлена на 50-летие Победы, 1995 год

В истории СССР особо важными являются два парада, проходившие на Красной площади — 7 ноября 1941 года в военной Москве и Парад Победы 24 июня 1945 года. После этого военные Парады Победы проводились в юбилейные 1965, 1985 и 1990 годы. Указом Президиума Верховного Совета СССР от 8 мая 1945 года «Об объявлении 9 мая праздником победы» 9 мая был объявлен нерабочим праздничным днём. Указом от 23 декабря 1947 года 9 мая объявлен рабочим днём. Указом от 26 апреля 1965 года День Победы снова стал выходным днём. После долгого перерыва парад в честь 40-летия Победы состоялся в 1985-м, по Красной площади пронесли Знамя Победы. Следующий парад был организован в 1990-м и не проводился до 1995-го после распада СССР.
Юбилейный парад в честь 50-летия Победы состоялся в 1995-м. Он включал две части — парад ветеранов и участников тыла на Красной площади и парад войск боевой техники Московского гарнизона на Поклонной горе. В общей сложности в шествии участвовали 4939 человек, среди которых 487 Героев Советского Союза, четыре Героя России и 109 полных кавалеров ордена Славы. Командовал шествием генерал армии Владимир Говоров, принимал — маршал СССР Виктор Куликов. Копию Знамени Победы нёс дважды Герой Советского Союза генерал-полковник авиации в отставке Михаил Одинцов. На параде были представлены сводные полки от десяти фронтов со своими боевыми знамёнами, которые воспроизвели строевое построение 1945 года. Через десять дней, 19 мая 1995 года, был принят федеральный закон «Об увековечении Победы советского народа в Великой Отечественной войне 1941—1945 гг.», согласно которому Парады Победы стали проводить ежегодно 9 мая. Мавзолей в качестве трибуны использовался последний раз в 1996-м, через год около него на время парада стали строить специальную трибуну. С 2008 года на парадах присутствует тяжёлая военная техника.
В 2007 году был утверждён регламент. Парад Победы начинается ежегодно 9 мая в 10 часов утра с выноса Знамени Победы и государственного флага РФ. В это же время из ворот Спасской башни выезжает принимающий парад министр обороны, которого встречает командующий парадом и докладывает министру о готовности войск. Затем начинается объезд войск Московского гарнизона, после которого звучит композиция «Славься» (только в 2010 году эта мелодия прозвучала в финале парада под выход оркестра). После музыкального вступления к участникам парада и зрителям с речью обращается президент РФ, также являющийся Верховным главнокомандующим ВС. Далее под залпы артиллерийского салюта исполняется гимн РФ, после чего начинается прохождение войск и военной техники. Кульминацией парада является воздушное представление военных самолётов и вертолётов, авиационная техника раскрашивает небо над Красной площадью в цвета государственного флага России. Мероприятие транслируется в прямом эфире по телеканалам: Первый канал, Россия-1, НТВ, Пятый канал, Мир, РЕН ТВ, ТВ Центр, Москва 24, Россия-24 и «Звезда».
По мнению историка культуры и антрополога Сергея Ушакина, цель современных парадов Победы — демонстрация прямой и непосредственной связи настоящего с прошлым. В их основе лежит желание материализовать связь между поколениями, восстановить ощущения исторической взаимосвязанности, преодолеть временной разрыв между современниками и военными событиями, которые воспринимаются в постсоветской России как формообразующие.

## Память парада 1945 года
- В июне 1994 года был зарегистрирован Союз участников Парада в Москве на Красной площади 24 июня 1945 года, председателем которого стал полковник в отставке Валентин Привалов. В том же году был объявлен конкурс на создание знака участника этого парада, будущий знак «должен быть таким, чтобы не был обижен ни один род войск»[90]. В качестве атрибутов союза утвердили нагрудный знак и удостоверение участника парада[91].
- Банк России 21 апреля 1995 года выпустил памятную монету «ПАРАД ПОБЕДЫ 24. 06.45» номиналом в 2 рубля[92].
- В Алма-Ате (Казахстан) рядом с проспектом Абая есть улица 24 июня, названная в честь первого Парада Победы[93].
- В разное время были выпущены почтовые марки с изображением Парада на Красной площади. В частности, сюжетами первых советских почтовых марок, посвящённых Дню Победы, стали праздничный салют в Москве, изображение солдата Советской армии на фоне Спасской башни Кремля и Парад Победы 24 июня 1945 года[94].
- 24 июня 2020 года в честь 75-летия Победы в Великой Отечественной войне состоялся юбилейный военный парад на Красной площади, который был перенесён специальным указом Владимира Путина с 9 мая из-за пандемии коронавируса. День 24 июня был назначен нерабочим[95].

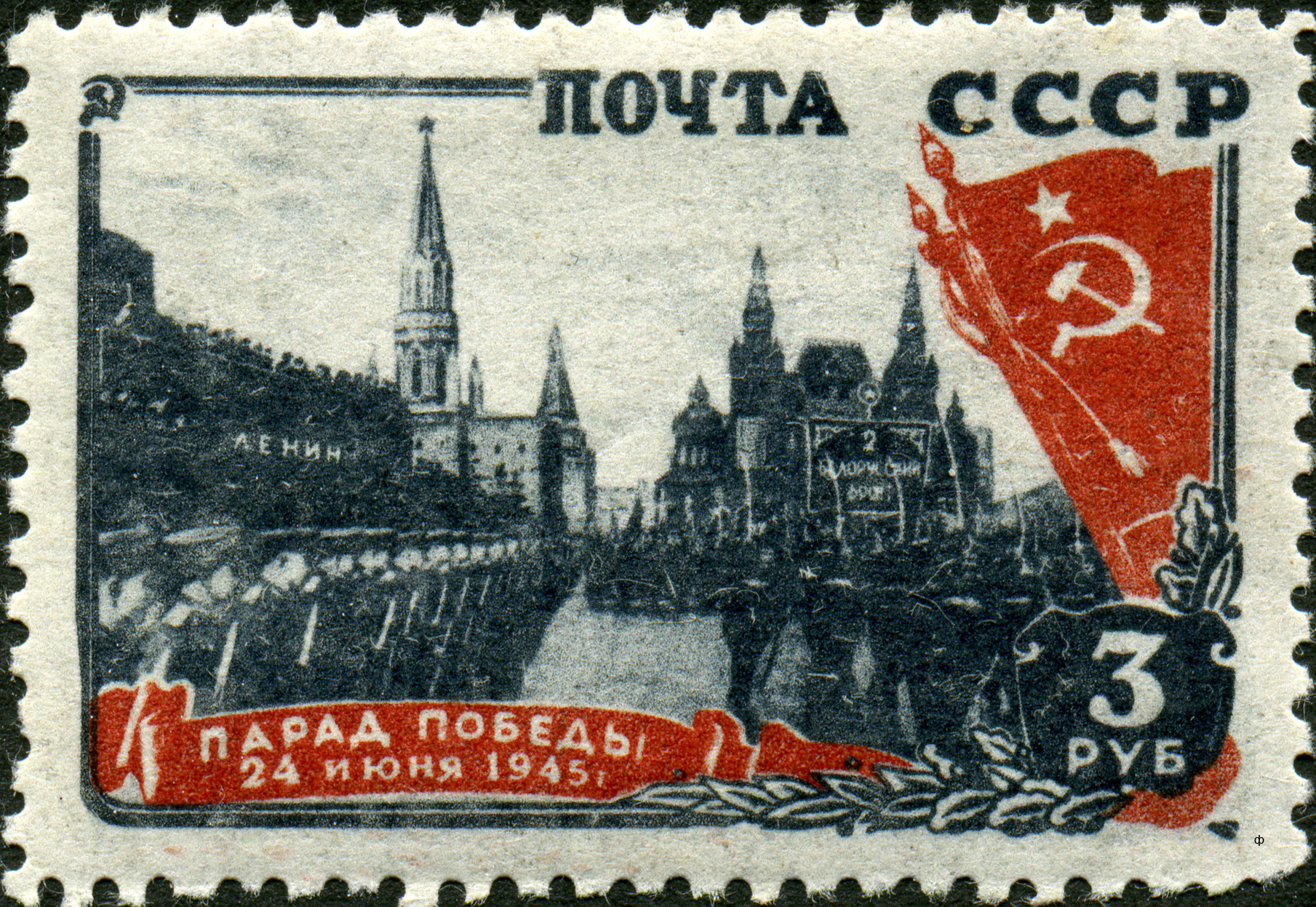
Почтовая марка СССР, 1946 год
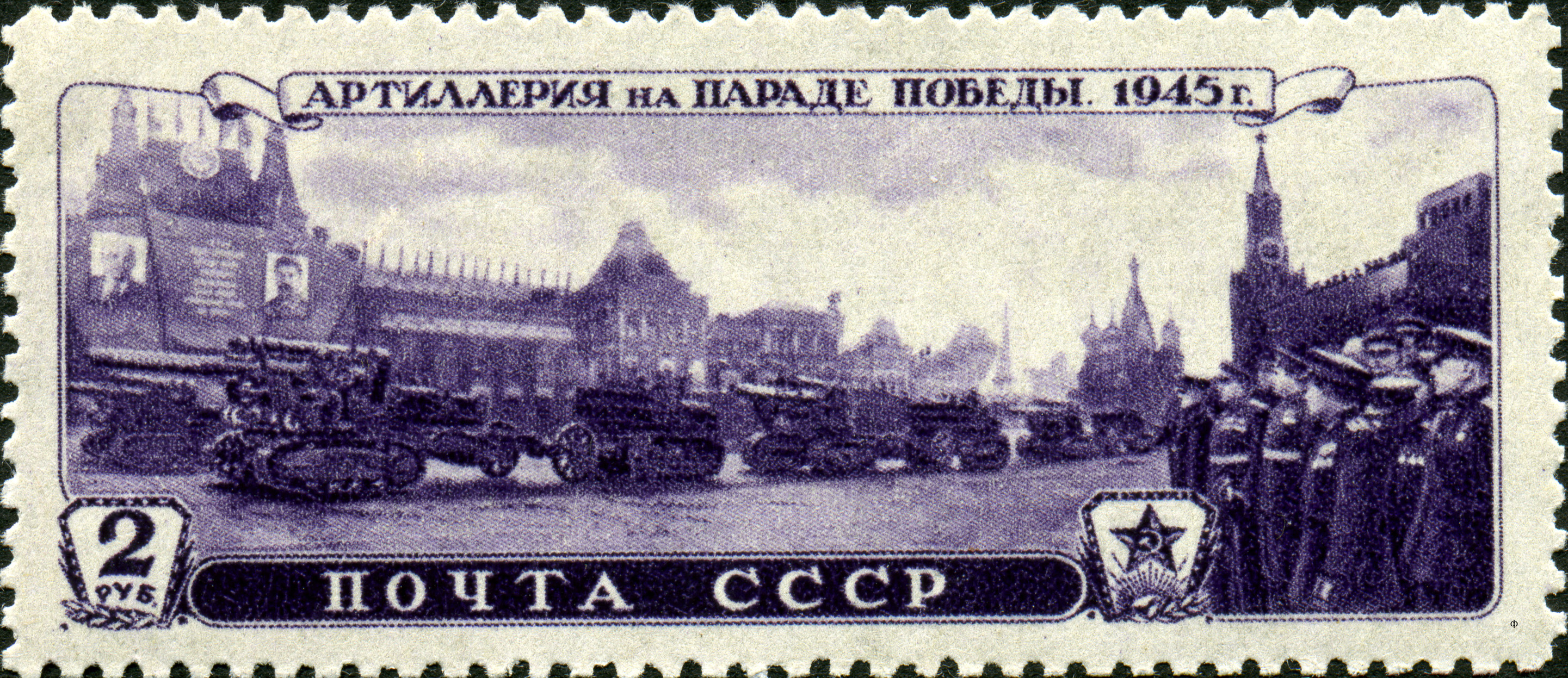
Почтовая марка СССР, 1946 год
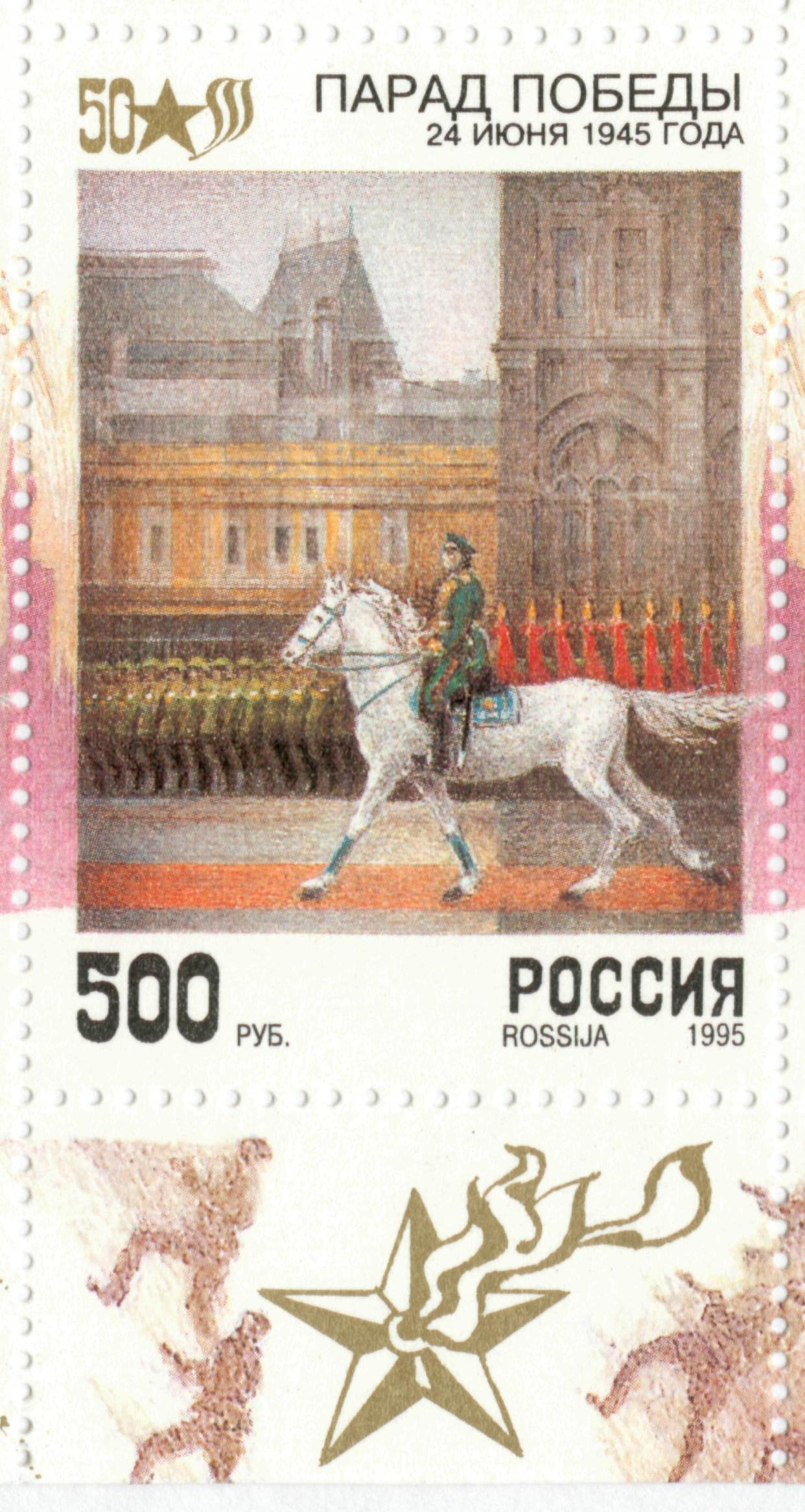
Георгий Жуков принимает Парад Победы. Почтовая марка России, 1995 год
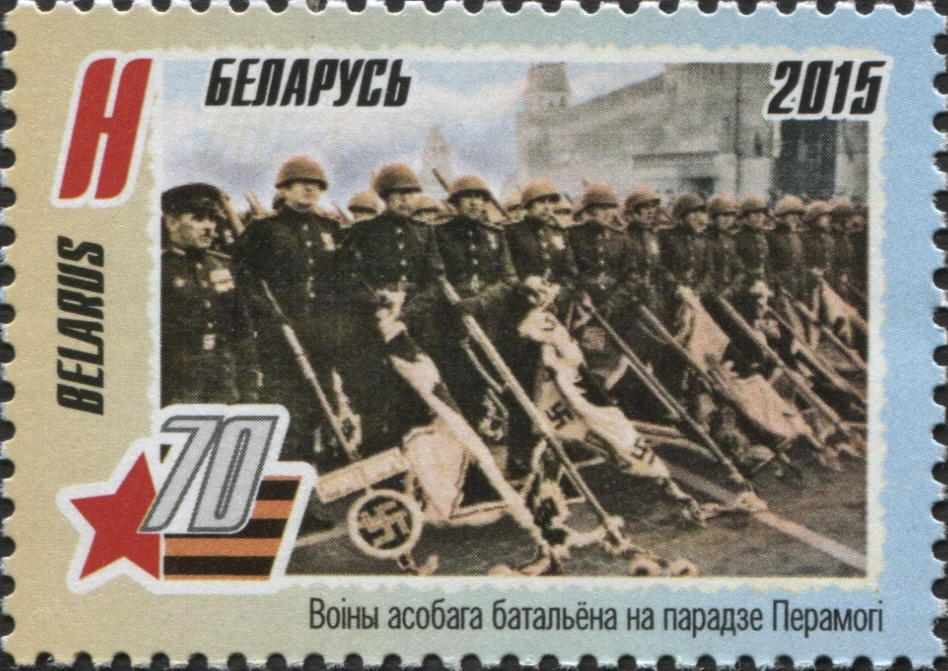
Воины особого батальона на параде Победы. Почтовая марка Белоруссии, 2015 год